# رود اوروباما
رودخانهٔ اوروباما (ریو اوروباما) رودخانه‌ای در پرو می‌باشد. این رودخانه یکی از سرچشمه‌های رودخانه آمازون می‌باشد. این رودخانه به دو قسمت اوروبامای بالایی و اوروبامای پایینی تقسیم می‌شود.

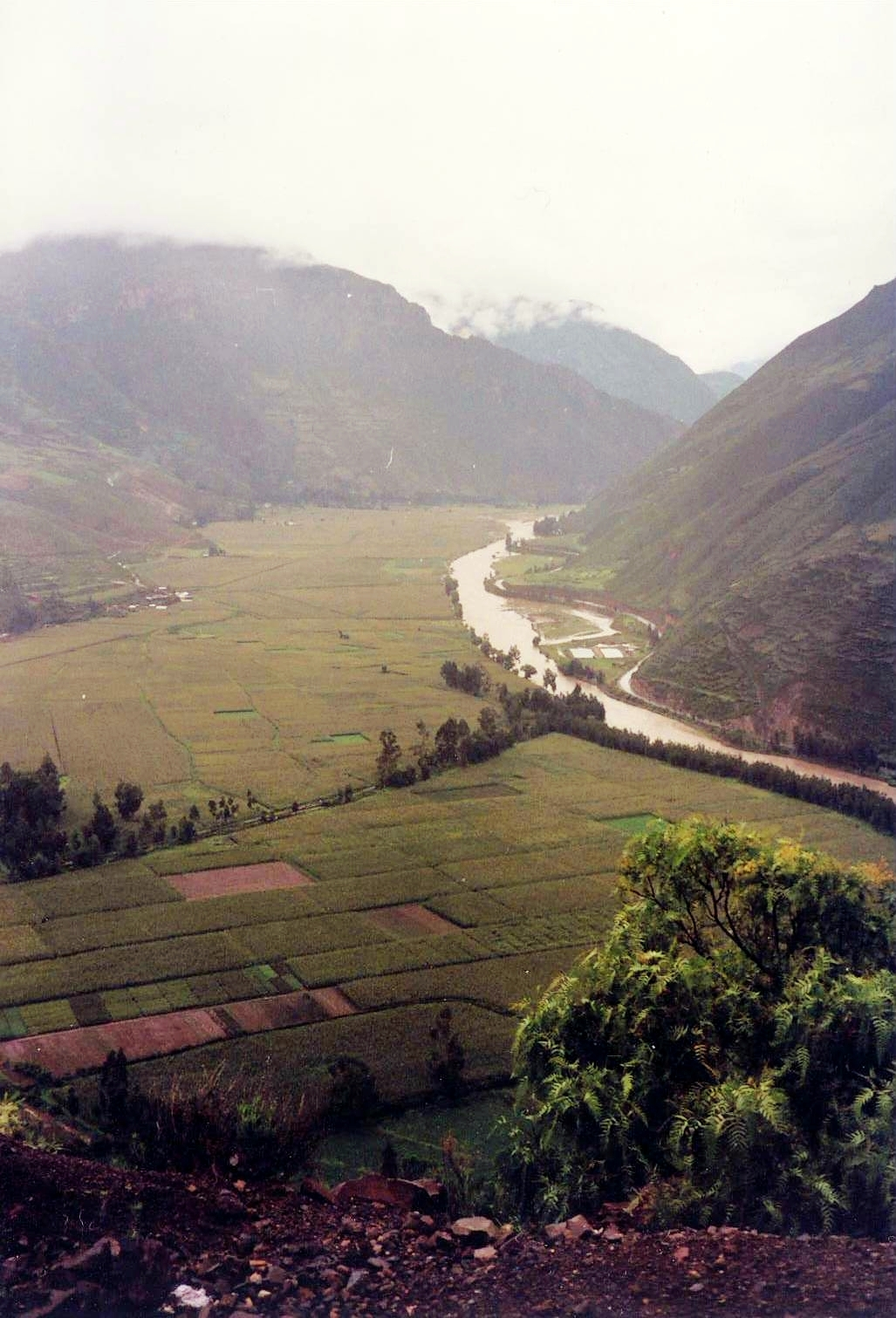
رودخانهٔ اوروباما (دسامبر سال ۱۹۹۹ میلادی).

## نگارخانه

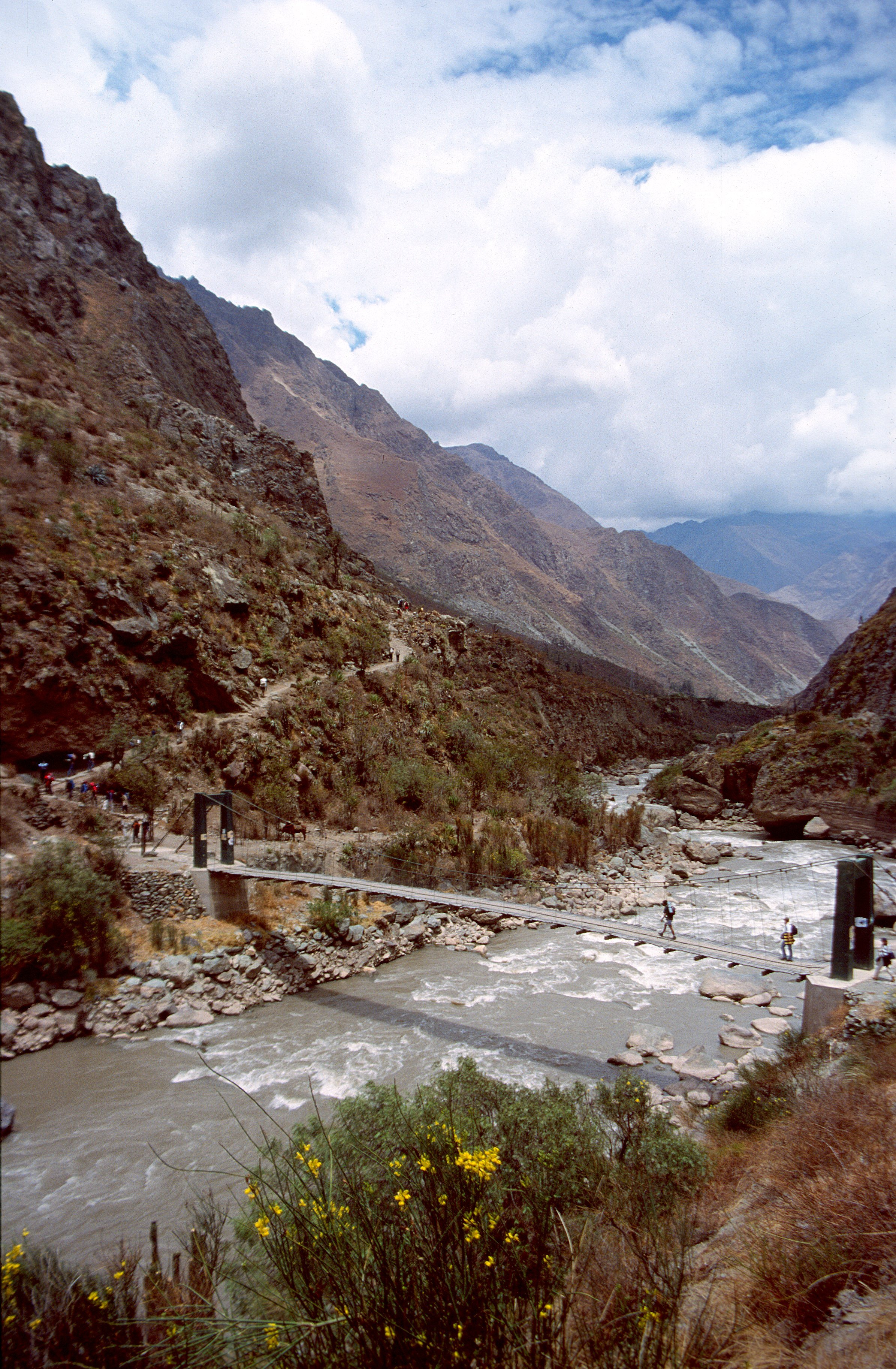
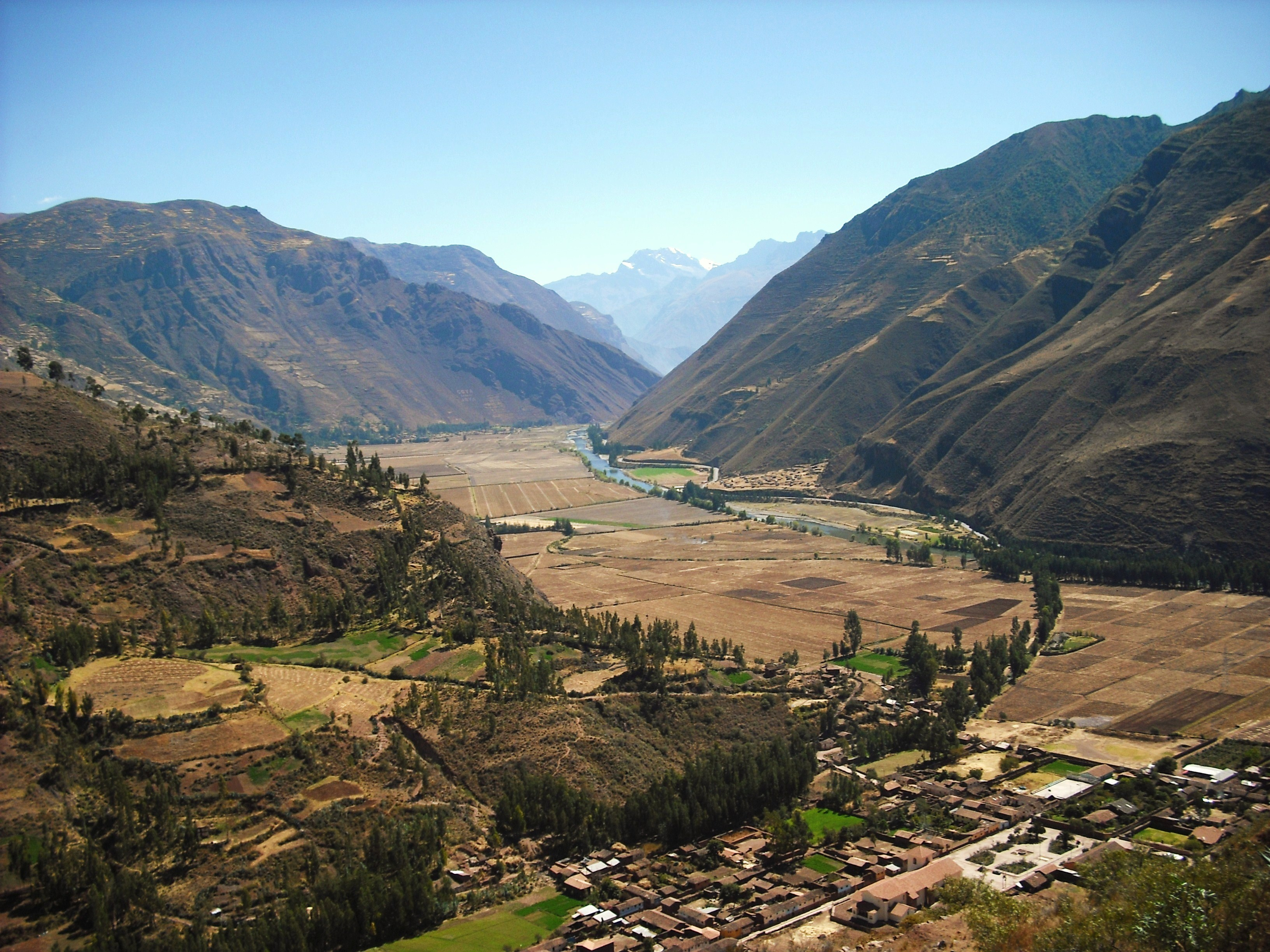
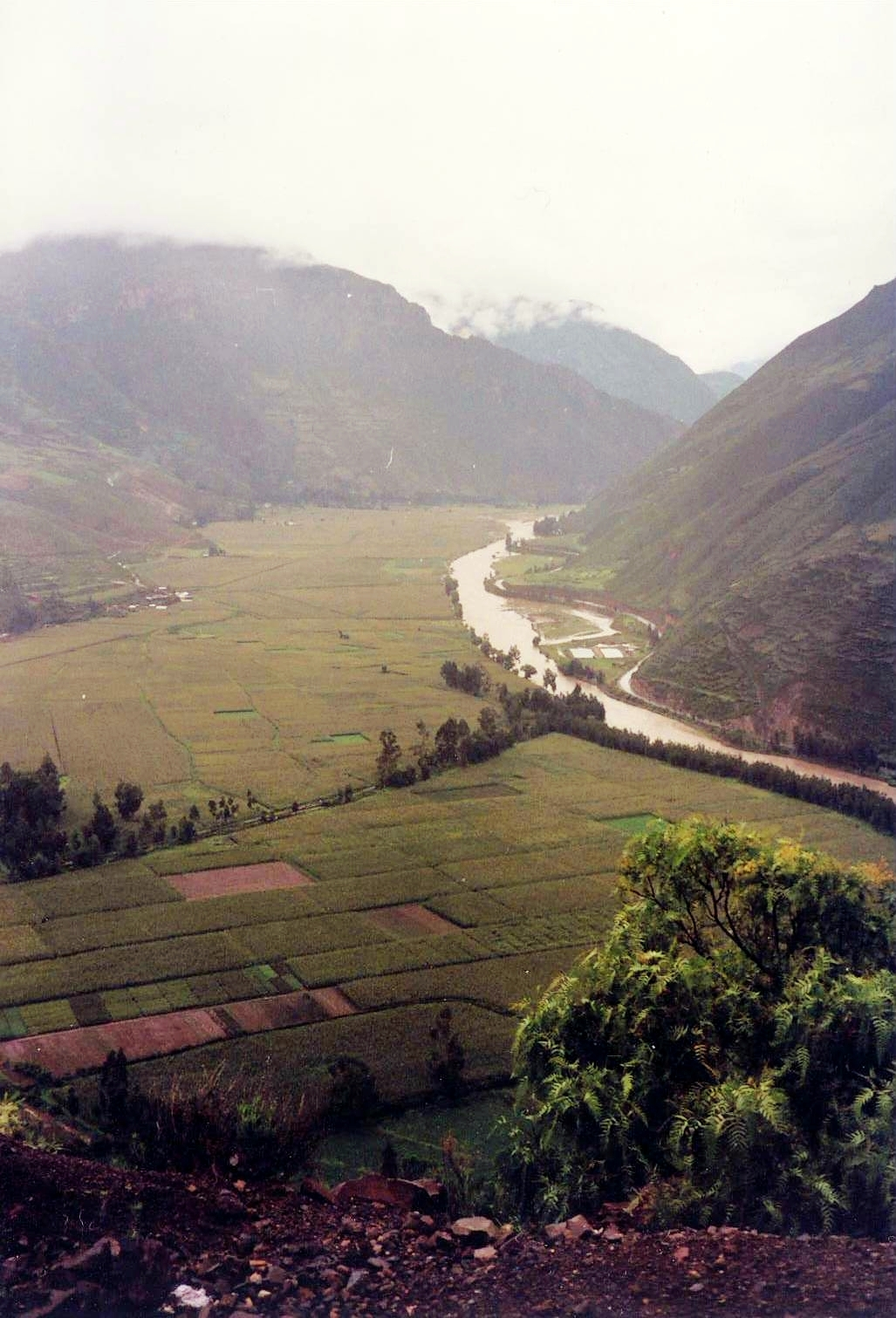